# Yoshihiro Nakano
Yoshihiro Nakano (中野 嘉大 Nakano Yoshihiro?), född 24 februari 1993 i Kagoshima prefektur, är en japansk fotbollsspelare.
Nakano började sin karriär 2015 i Kawasaki Frontale. 2017 flyttade han till Vegalta Sendai. 2019 flyttade han till Hokkaido Consadole Sapporo.